# Безменово (залізнична станція, Новосибірська область)
Безменово (рос. Безменово) — населений пункт (тип: залізнична станція) у Черепановському районі Новосибірської області Російської Федерації.
Входить до складу муніципального утворення Безменовська сільрада. Населення становить 2114 осіб (2010).

## Історія
Згідно із законом від 2 червня 2004 року органом місцевого самоврядування є Безменовська сільрада.

## Населення
| 2002 | 2007  | 2010  |
| ---- | ----- | ----- |
| 2370 | ↗2490 | ↘2114 |